# Olívzöld csészegomba
Az olívzöld csészegomba (Catinella olivacea) a Catinellaceae családba tartozó, Európában és Észak-Amerikában honos, lombos fák elhalt, korhadó törzsén, nem ehető gombafaj. 

## Megjelenése
Az olívzöld csészegomba termőteste 2-8 (15) mm átmérőjű; széles, lapos csésze alakú, idősen lapossá válik. Az aljzathoz szélesen rögzül, esetleg bele is mélyedhet. Felső termőrétege sima, sötét olívbarna színű. Széle sárgás olívzöld, határozottan barázdált. Külső része sötétbarna vagy fekete, felülete hamvas-lisztes.
Húsa vékony, viaszos, sárgászöld színű. Szaga és íze nem jellegzetes. 
Spórapora fehéres. Spórája elliptikus, mérete 8,8-11,5 x 4-5 µm. Az aszkusz hengeres, nyolcspórás.

## Elterjedése és termőhelye
Európában és Észak-Amerikában honos.  
Lombos fák (bükk, tölgy stb.) korhadó törzsén, ágain található meg egyesével vagy kisebb csoportokban. Kora nyártól késő őszig terem, általában esős időszakok után. 

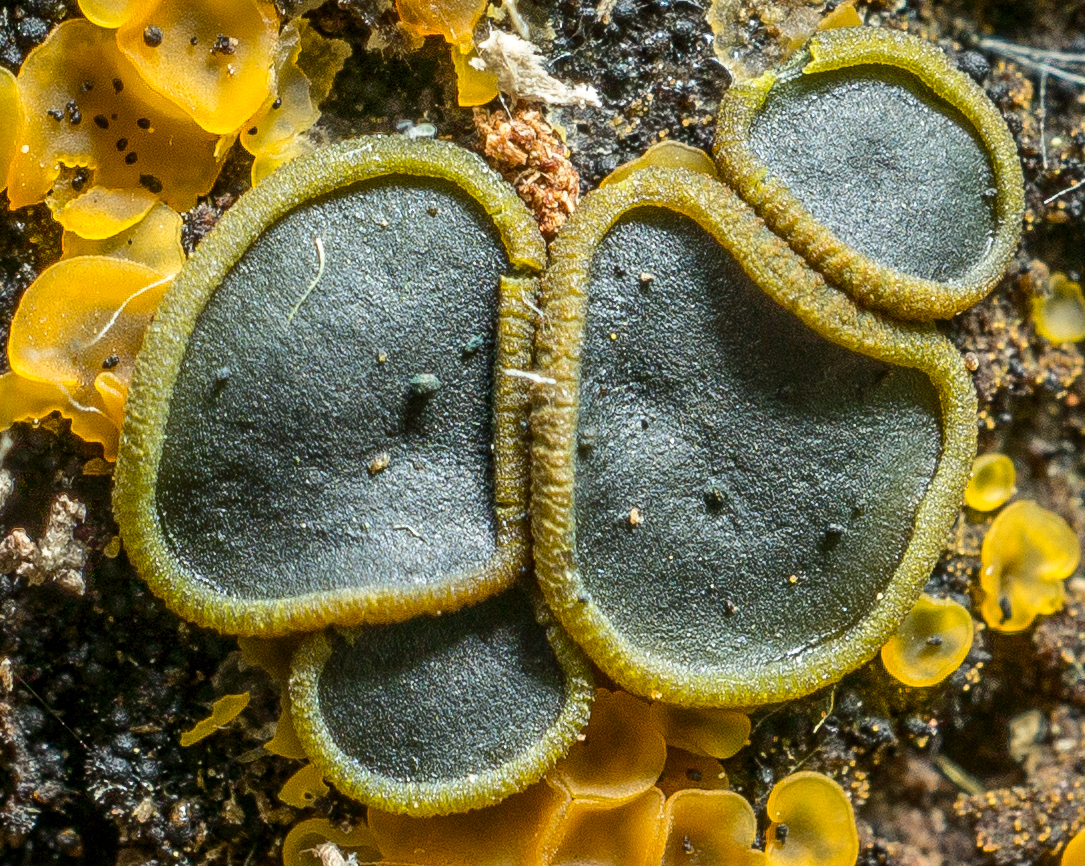
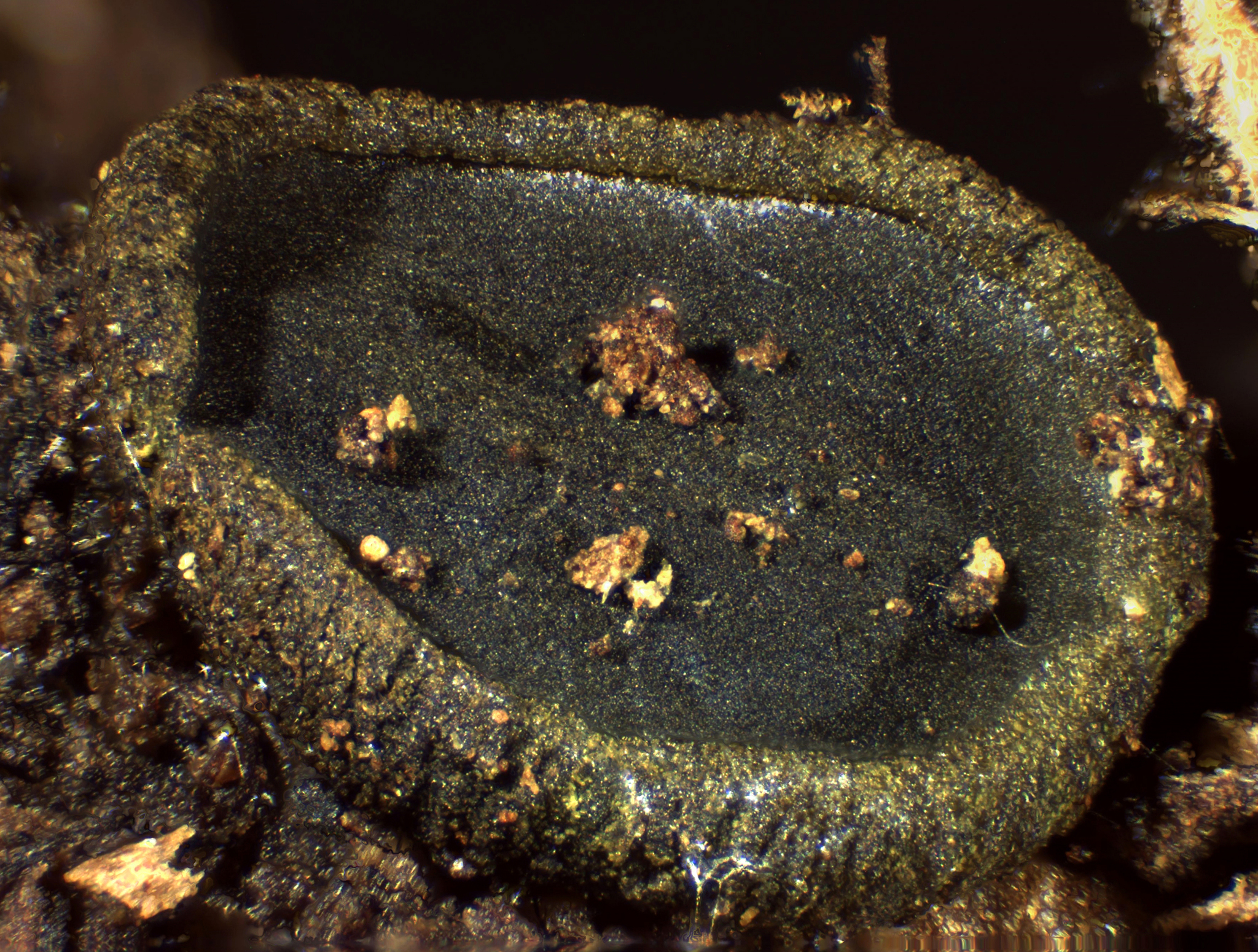
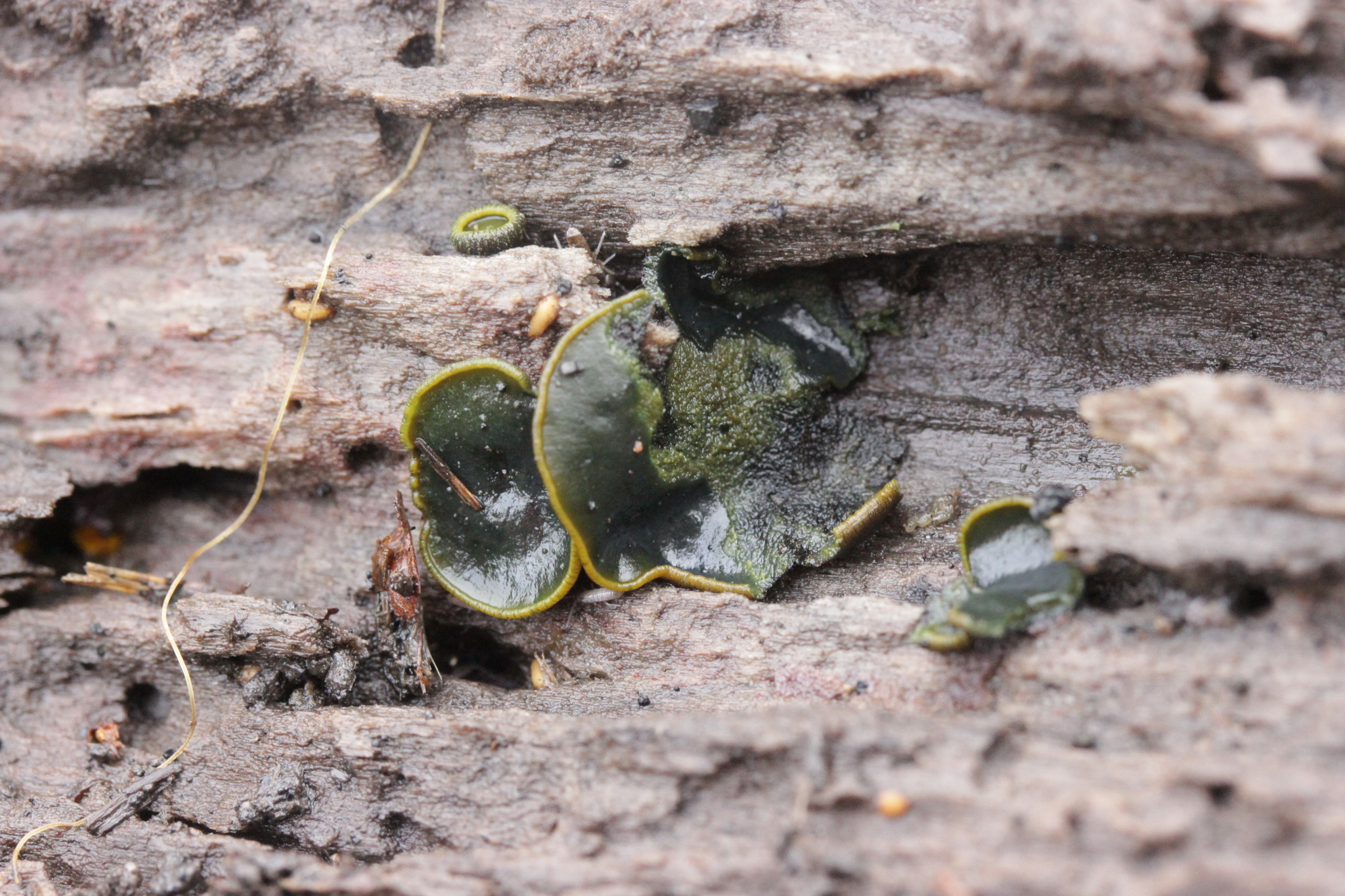
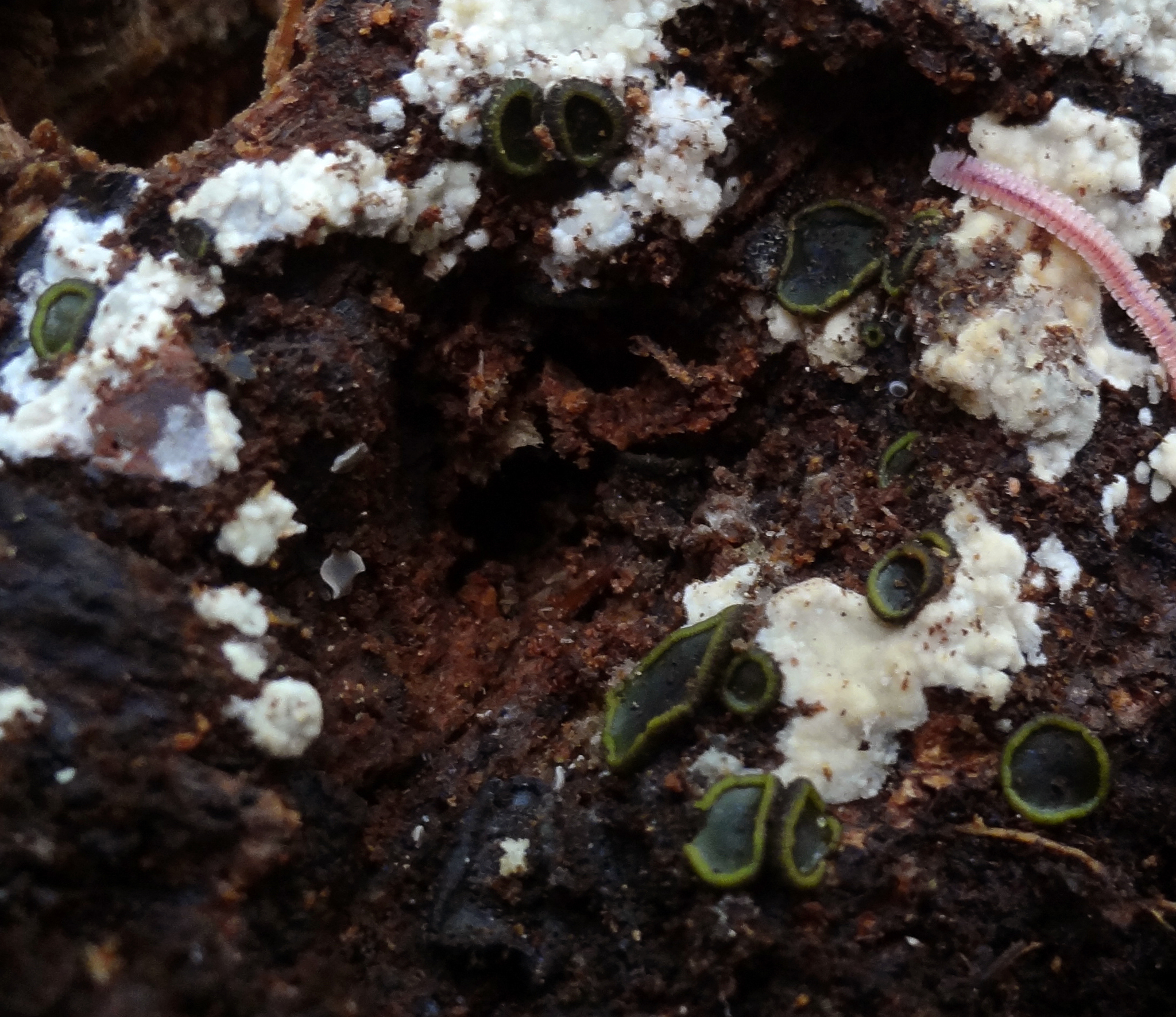
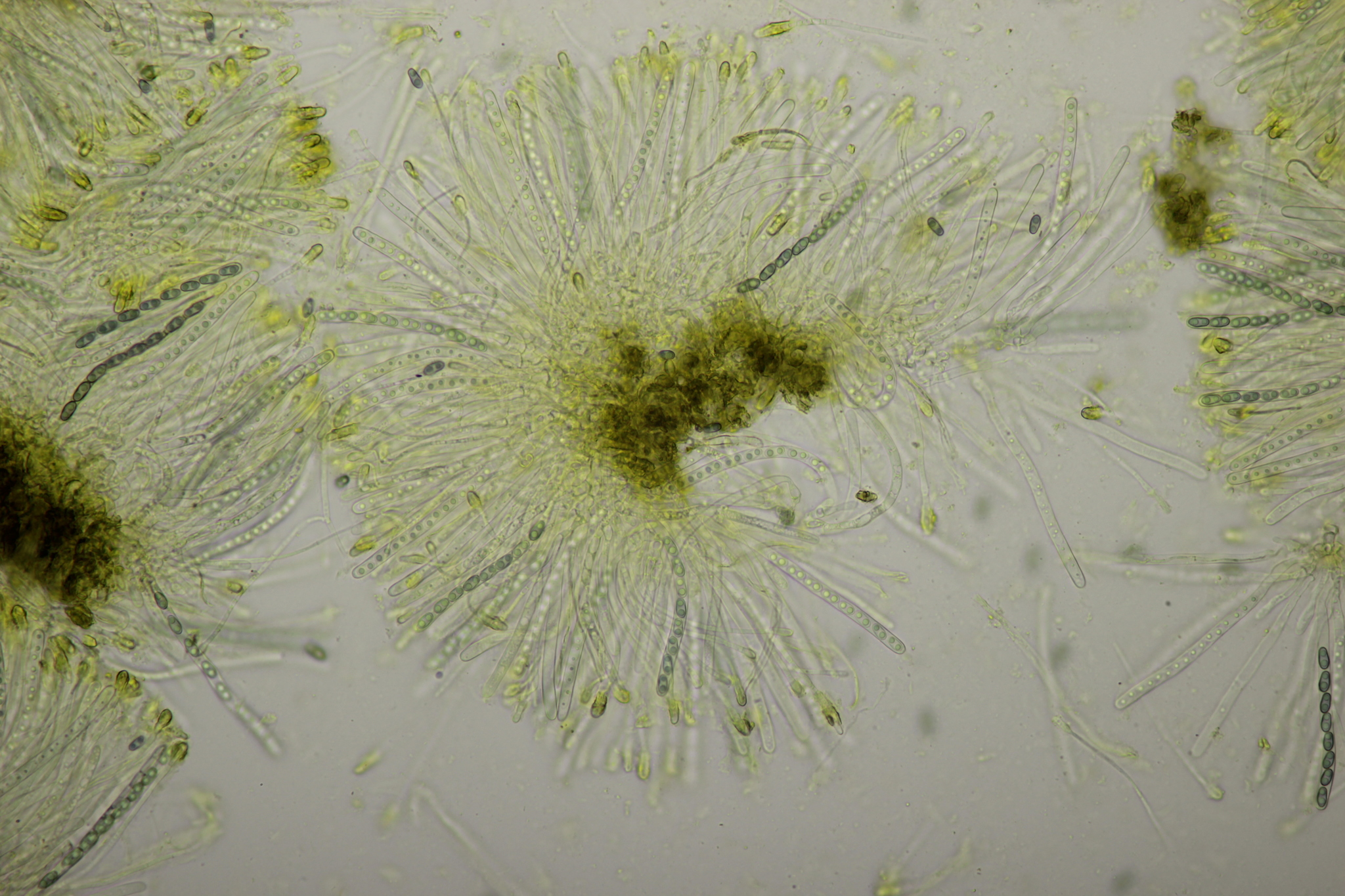

Nem ehető.  